# Pertusa
Pertusa è un comune spagnolo di 153 abitanti situato nella comunità autonoma dell'Aragona.